# Associazione internazionale di geodesia
L'Associazione internazionale di geodesia,  in acronimo IAG dal nome in lingua inglese International Association of Geodesy,  è una associazione scientifica internazionale che opera nel campo della geodesia. Fa parte della Associazione internazionale di geodesia e geofisica (IUGG), che a sua volta è un membro del Consiglio internazionale per la scienza (ICSU). 
Nacque come evoluzione internazionale della prima Conferenza generale della misura dell'arco centrale europeo, che si tenne a Berlino, sotto la presidenza del generale e geodeta prussiano Johann Jacob Baeyer. La conferenza, cui avevano inizialmente partecipato 13 stati europei, si estese rapidamente con la partecipazioni anche di altri paesi provenienti da altri continenti e pertanto nel 1886 prese il nome di Associazione internazionale di geodesia. Il primo direttore dell'Associazione fu Johann Jacob Baeyer.
All'interno dell'associazione sono state istituite quattro commissioni responsabili dello sviluppo di grandi aree tematiche:
- Commissione 1 - sistemi di riferimento
- Commissione 2 - campo gravitazionale
- Commissione 3 - rotazione della Terra e geodinamica
- Commissione 4 - determinazione delle coordinate e applicazioni